# زاکسن ۵۸۶۶
سیارک ۵۸۶۶ (به انگلیسی: 5866 Sachsen، نامگذاری:1988PM2) پنج هزار و هشتصد و شصت و ششمین سیارک کشف شده‌است که در ۱۳ اوت ۱۹۸۸ کشف شد.
قدر مطلق سیارک برابر ۱۳٫۸۰ است.